# Auburn, Kalifornija
Auburn je grad u američkoj saveznoj državi Kalifornija. Prema popisu stanovništva iz 2010. u njemu je živjelo 13,330 stanovnika.